# Bequia

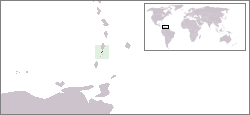
Localización de la Isla de Bequia, San Vicente y las Granadinas.

La Isla de Bequia es la segunda isla más grande del archipiélago caribeño de las Granadinas, cuenta con una superficie estimada en 18 km². Pertenece políticamente a San Vicente y las Granadinas, está aproximadamente a 15 km de la capital de este país, tiene una población de unos 5.000 habitantes, con una densidad de 278 hab./km², siendo su capital Port Elizabeth. El punto más alto es Mount Pleasant, que se eleva hasta 268 m.

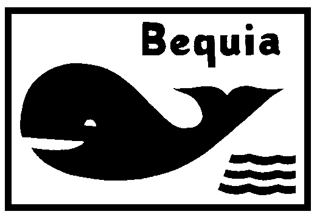
Bandera de Bequia no oficial.

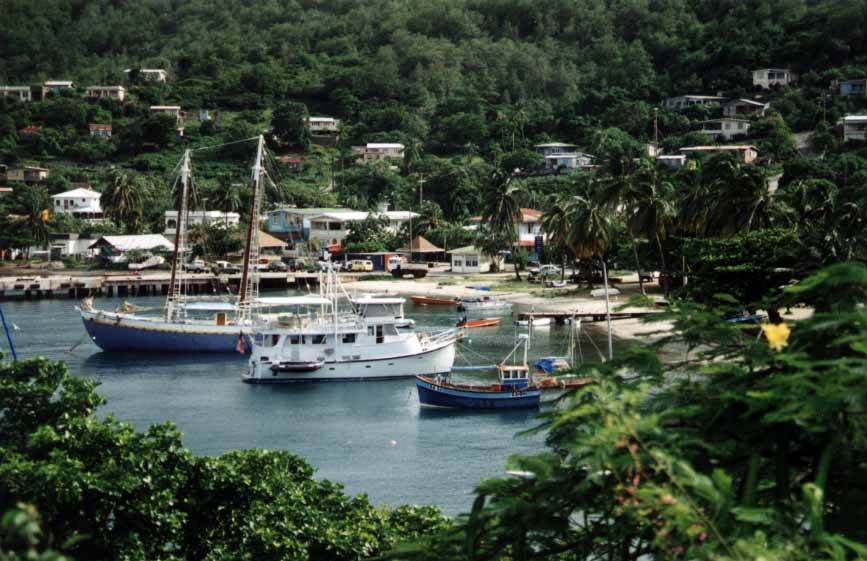
Port Elizabeth, Isla de Bequia.